# Pele (instrumento musical)

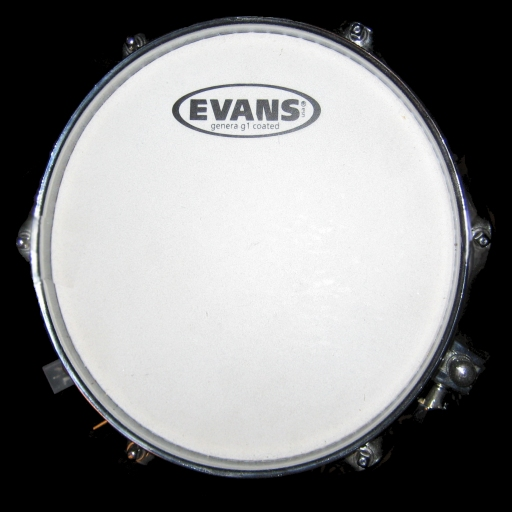
Uma caixa com pele sintética

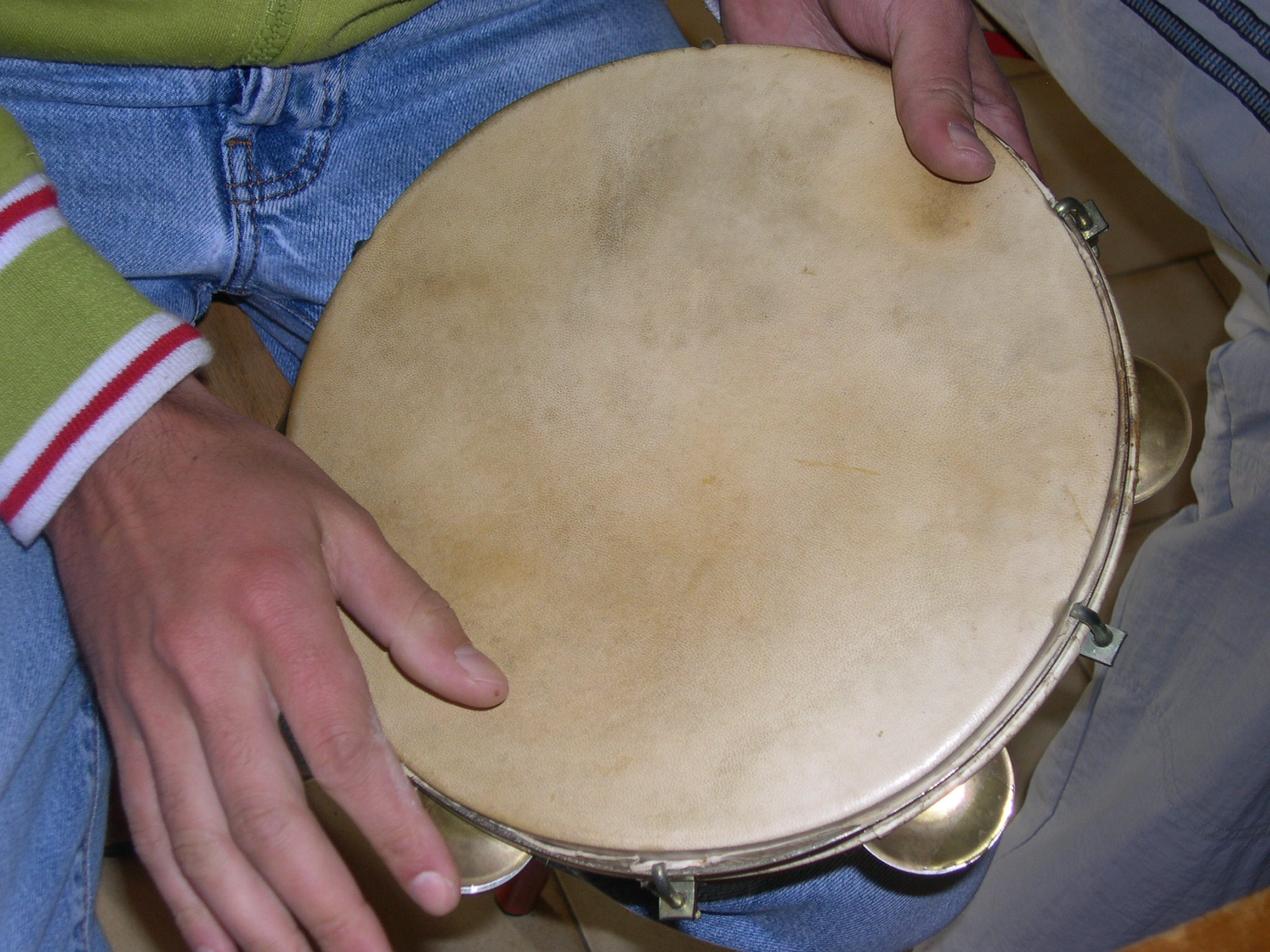
Um pandeiro com couro de animal

Uma pele (também conhecido como drumhead) é uma membrana que cobre as partes superiores e inferiores de instrumentos musicais da categoria caixa além de pandeiros, bumbos  e outros instrumentos de percussão. A pele geralmente é resistente o bastante para aguentar as baquetadas sem se deteriorar e flexível o suficiente para ressonância do som. 

## Historia
Originalmente, as peles eram de origem animal, como gados, cabritos entre outros.
Em 1956, Chick Evans inventou a pele de plástico com polyester, sendo esta mais durável, mais flexível e com afinação mais simples além de poupar vidas animais. Em 1957, Remo Belli desenvolveu peles com outros materiais sintéticos para a companhia de Remo drumhead company.